# 希爾亞·馬格納
希爾亞·馬格納（1991年3月16日—）是一名阿爾及利亞排球運動員，曾代表國家參加2012年倫敦奧運的女子排球比賽，並未獲得獎牌。